# Primula pullulatrix
Primula pullulatrix är en viveväxtart som beskrevs av Schwarz. Primula pullulatrix ingår i släktet vivor, och familjen viveväxter. Inga underarter finns listade i Catalogue of Life.